# Province de Formosa
Pour les articles homonymes, voir Formosa.
La province de Formosa est une province de l'Argentine, située au nord-est du pays. Elle est bordée à l'ouest par la province de Salta, au sud par celle de Chaco et à l'est comme au nord par le Paraguay. Sa capitale est Formosa.
Elle s'étend entre les parallèles 22° et 27° de latitude sud et les méridiens 57° et 63° de longitude ouest. Elle est traversée dans sa partie nord par le Tropique du Capricorne, ce qui la situe dans la région subtropicale du pays.

## Histoire
Les peuples originels de ces régions comprenaient les Pilagás, les Wichís et les Tobas, dont les langues sont encore parlées dans la province.
Sebastián Gaboto et Diego García explorèrent la région dès le début de XVIe siècle afin de trouver une route depuis les montagnes de la vice-royauté du Pérou jusqu'Asuncion. À cause de la mauvaise navigabilité et de l'irrégularité des rivières Río Pilcomayo et Río Bermejo, leurs tentatives échouèrent.
La première implantation coloniale fut Concepción del Bermejo, fondée en 1585. 
À part la rive du Paraná, le territoire resta longtemps hors de toute domination espagnole. Au XIXe siècle, il fut revendiqué par la Bolivie, le Paraguay et l'Argentine.
La Bolivie renonça à ses prétentions sur le chaco central (qui sur ses cartes était connu sous le nom de Llanos del Manzo ou de Llanuras del Manso), en 1829, et ce en faveur de l'Argentine.
En 1865 l'Argentine signa le Traité de la Triple Alliance avec le Brésil et l'Uruguay, traité dirigé contre le Paraguay. Il y était écrit que l'actuelle province de Formosa et une vaste étendue du Chaco au nord de celle-ci (jusque Bahía Negra) devraient rester en territoire argentin, une fois la guerre, dite guerre de la Triple Alliance, terminée. Après sa défaite, en 1870, le Paraguay abandonna ses prétentions territoriales au sud du río Pilcomayo et en 1872 l'Argentine fit de même concernant les territoires au nord de cette rivière (c'est-à-dire qu'elle abandonnait ses prétentions sur le Chaco Boréal).
Il avait donc fallu attendre la fin du XIXe siècle, pour que la population de la province commence à s'accroître.
En octobre 1947 près de Las Lomitas se produisit hélas un massacre horrible aux relents génocidaires. La gendarmerie attaqua avec des armes à feu un groupe d'aborigènes Pilagás qui s'étaient enfuis d'une exploitation sucrière qui les avaient réduits en esclavage (Masacre de Rincón Bomba).
En 1914, la province de Formosa comptait moins de 20 000 habitants, mais en 1955, lorsqu'elle acquit le statut de province par un décret de Juan Perón, il y en avait déjà plus de 150 000.

## Géographie
La province de Formosa se trouve dans une zone géographique appelée la région du Chaco. Elle a une structure de relief très uniforme avec une légère inclinaison du nord-ouest vers le sud-est. Géographiquement, la province est composée de deux écorégions de superficie assez comparable, le Chaco humide à l'est et le Chaco sec à l'ouest.

## Les villes
Villes principales avec leur population en 2010 :
- Formosa (222 226 habitants) fut fondée en 1879. Elle se trouve sur une hauteur assez prononcée, sur la rive droite du río Paraguay.
- Clorinda (52 837 h.)
- Comandante Fontana (6.615 h.)
- Ingeniero Juárez (12 798 h.)
- Pirané (20 335 h.)
- Las Lomitas (12 399 h.)
- Ibarreta (9 429 h.)
- Palo Santo (6 379 h.)
- El Colorado (14 228 h.)
- Laguna Blanca (7 411 h.)
- El Espinillo (4 060 h.)

## Voies d'accès

### Réseau routier
Du sud vers le nord, le long du río Paraguay, la province est parcourue par la portion la plus septentrionale de la route nationale 11. Celle-ci relie la province avec les grandes villes du sud, Rosario et Buenos Aires, le long du Paraná.
L'autre axe majeur est la route nationale 81. Celleci, partant de  Formosa, va d'est en ouest jusqu'en province de Salta et relie donc les rives du Paraguay avec le nord-ouest andin du pays, ainsi qu'avec la Bolivie, le nord du Chili et le Pérou. Cette route fait partie de l'Axe du Capricorne, défini par l'IIRSA comme un des trois grands axes d'intégration sud-américains transcontinentaux qui traversent l'Argentine d'est en ouest.
Plus au nord et parallèlement à la RN 81, le long de la frontière avec le Paraguay, on a construit la 
route nationale 86. Celle-ci, quittant la RN 11 au niveau de Clorinda, passe aux abords du parc national Río Pilcomayo, dont l'entrée se trouve dans la localité de Laguna Naick Neck, à 15 km au sud-est de la ville de Laguna Blanca.

### Voie aérienne
La ville de Formosa possède un Aéroport international, appelé El Pucú. Des vols quotidiens y atterrissent ou en partent à destination de Buenos Aires.

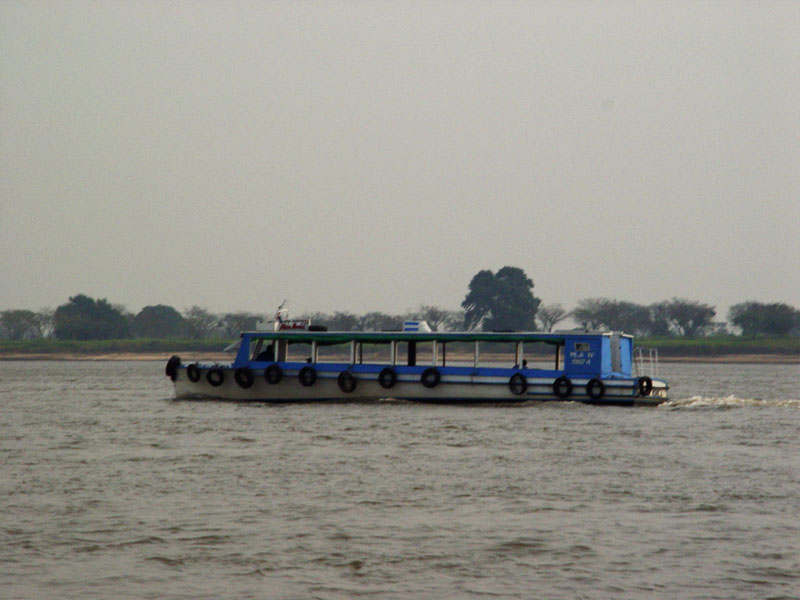
Transport fluvial entre Formosa et Alberdi (au Paraguay)

### Voie fluviale
La ville de Formosa possède aussi un port fluvial sur le río Paraguay, d'où partent quotidiennement des embarcations de faible tonnage vers la localité paraguayenne voisine de Villa Alberdi. Le trafic est intense entre ces deux cités et donc les deux rives du río Paraguay.

## Ressources hydriques
L'inclinaison normale du terrain détermine le cours des ríos Pilcomayo, Bermejo ou Teuco, et autres cours d'eau qui courent parallèlement à ceux-ci. Le río Pilcomayo reçoit les eaux provenant de la fonte des neiges des sommets de Bolivie, et son lit est très changeant. Le río Bermejo nait au nord-ouest de l'Argentine. Les deux rivières sont tributaires du río Paraguay.

## Climat
Le climat est subtropical avec des pluies durant toute l'année à l'est, tandis que le reste du territoire a une saison sèche en hiver. Le climat s'assèche progressivement d'est en ouest, avec la diminution des précipitations.
| Mois                     | jan.  | fév.  | mars  | avril | mai   | juin | jui. | août | sep. | oct.  | nov. | déc.  | année   |
| ------------------------ | ----- | ----- | ----- | ----- | ----- | ---- | ---- | ---- | ---- | ----- | ---- | ----- | ------- |
| Température moyenne (°C) | 27,3  | 26,8  | 25,2  | 22    | 19,3  | 16,7 | 16,8 | 17,7 | 19,5 | 22,6  | 24,5 | 26,5  | 22,1    |
| Précipitations (mm)      | 171,2 | 142,4 | 151,7 | 153,3 | 105,6 | 66,8 | 49,6 | 60,1 | 85,1 | 120,7 | 171  | 146,8 | 1 424,3 |

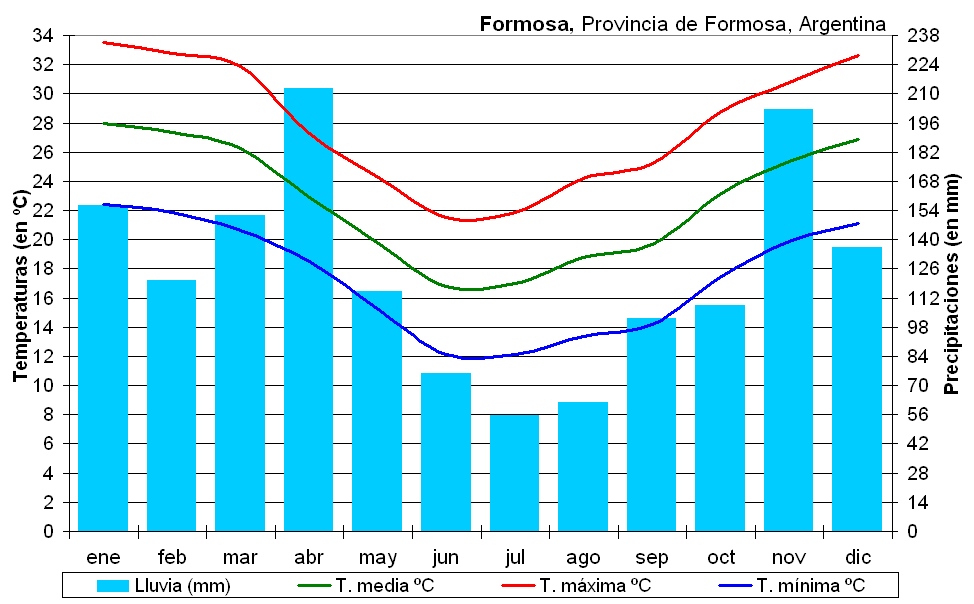
Climogramme de Formosa

A Las Lomitas, ville ayant la réputation d'être la plus chaude d'Argentine, située à 296 km de la capitale provinciale, Formosa :
| Mois                     | jan.  | fév.  | mars  | avril | mai  | juin | jui. | août | sep. | oct. | nov. | déc.  | année |
| ------------------------ | ----- | ----- | ----- | ----- | ---- | ---- | ---- | ---- | ---- | ---- | ---- | ----- | ----- |
| Température moyenne (°C) | 27,9  | 26,8  | 25,8  | 22,5  | 18,8 | 16,9 | 16,6 | 19,1 | 21,2 | 24,6 | 25,9 | 27,3  | 22,8  |
| Précipitations (mm)      | 142,4 | 116,7 | 160,4 | 84,6  | 57,5 | 18,6 | 13,1 | 16,1 | 30,4 | 72,5 | 119  | 132,6 | 963,9 |

## Subdivisions
La province de Formosa est divisée en 9 départements d'après la constitution de 1957, révisée en 1991 et 2003.
|  | Département    | Superficie en km² | Population en 2001 | Population en 2010 | Chef-lieu               | Carte des départements |
|  | -------------- | ----------------- | ------------------ | ------------------ | ----------------------- | ---------------------- |
|  | Bermejo        | 12 580            | 12 710             | 14 046             | Laguna Yema             |                        |
|  | Formosa        | 6 195             | 210 071            | 234 354            | Formosa                 |                        |
|  | Laishi         | 3 480             | 16 227             | 17 063             | San Francisco de Laishi |                        |
|  | Matacos        | 4 431             | 12 133             | 14 375             | Ingeniero Juárez        |                        |
|  | Patiño         | 24 502            | 64 830             | 68 581             | Comandante Fontana      |                        |
|  | Pilagás        | 3 041             | 17 523             | 18 399             | El Espinillo            |                        |
|  | Pilcomayo      | 5 342             | 78 114             | 85 024             | Clorinda                |                        |
|  | Pirané         | 8 425             | 64 023             | 64 556             | Pirané                  |                        |
|  | Ramón Lista    | 3 800             | 10 928             | 13 754             | General Mosconi         |                        |
|  | Total province | 72 066            | 489 663            | 527 895            | Formosa                 |                        |

## Démographie
Depuis 1895, la population de la province a évolué comme suit :
|                     | 1895      | 1914      | 1947       | 1960       | 1970       | 1980       | 1991       | 2001       | 2010       |
| ------------------- | --------- | --------- | ---------- | ---------- | ---------- | ---------- | ---------- | ---------- | ---------- |
| Province de Formosa | 4.829     | 19.281    | 113.790    | 178.526    | 234.075    | 295.887    | 398.413    | 489.663    | 527.895    |
| Total Argentine     | 4.044.911 | 7.903.662 | 15.893.811 | 20.013.793 | 23.364.431 | 27.949.480 | 32.615.528 | 37.156.195 | 40.091.359 |

D'après l'INDEC (Institut argentin des statistiques et des recensements), en 2010, la population se montait à 527 895 habitants.
La croissance démographique a été très importante tout au long du XXe siècle. En 1895, il y avait moins de cinq mille habitants qui peuplaient ce territoire de taille équivalente à celle du Benelux. Il est vrai que les Indios Bravos (Indiens non soumis) n'étaient pas inclus dans ce maigre chiffre, mais ces derniers, décimés par les récentes opérations militaires pour sécuriser la région n'étaient plus que quelques centaines.

Plus récemment, on remarque que la population de la province a presque doublé depuis la fin des années 1970, et a affiché ainsi un rythme d'accroissement toujours nettement supérieur à la moyenne du pays. Le rythme de croissance a cependant très nettement décru depuis 2001.
La natalité élevée observée dans la province (12 976 naissances en 2000, et 13 535 en 2004, soit un taux de 26,5 pour mille le plus élevé du pays avec celui de la province de Misiones) laisse entrevoir cependant une importante croissance démographique dans les prochaines décennies.

### Évolution prévue jusque 2040
Cependant à la suite du recensement argentin de 2010, on remarque un net ralentissement de la croissance de la province par rapport aux décennies précédentes. Il s'agit d'un effet de la grande crise argentine du début du siècle qui a tari l'immigration. L'INDEC a fait dès lors de nouvelles estimations prévisionnelles jusqu'en 2040. Il est prévu que le chiffre de la population de la province se montera alors à 668 865 habitants, soit une augmentation de seulement 27% par rapport à 2010. La croissance démographique de la province est donc appelée à ralentir nettement les prochaines décennies. La raison en est avant tout la trop grosse dépendance vis-à-vis du secteur agricole à faible valeur ajoutée et le manque de développement d'activités modernes. En plus, c'est dans la province voisine du Chaco que doit passer le grand axe continental "Brésil-Pacifique-Chine". Enfin la ville de Formosa vit dans l'ombre de sa grande voisine Resistencia, et la province de Formosa ne bénéficie guère d'une infrastructure touristique suffisante, créatrice d'emplois.
Résumé de l'évolution du chiffre de la population, selon les prévisions de l'INDEC, concernant les prochaines décennies jusque 2040 : 
|                     | 2001       | 2010       | 2020       | 2030       | 2040       |
| ------------------- | ---------- | ---------- | ---------- | ---------- | ---------- |
| Province de Formosa | 489.663    | 527.895    | 605.193    | 646.119    | 668.865    |
| Total Argentine     | 36.260.130 | 40.091.359 | 45.376.763 | 49.407.265 | 52.778.477 |

### Les amérindiens
- Les Pilagás habitent au centre de la province de Formosa. Ils étaient plus ou moins 4 500 en 2004-2005 [6]. Ils furent appelés Frentones par les Espagnols, à cause de l'habitude qu'ils avaient de se raser la partie antérieure (frontale) du crâne. Ils furent victimes d'un abominable massacre en 1947, mis au jour en 2004.

En rouge, la région du Grand nord argentin

- Les Wichís étaient au nombre de 14 472 personnes dans le Formosa, lors du recensement de 2010 (sur un total de 50 419 pour toute l'Argentine).

- Les Tobas étaient en 2005, au nombre de plus de 69 000[7]. Ils se donnent à eux-mêmes le nom de Qom-lik. Ils furent contraints au XIXe siècle de se réfugier dans les forêts denses de la région de l'impenetrable, à l'ouest de la province.

Article détaillé : (es) Massacre de Rincón Bomba.

## Région Grand nord argentin
Un traité interprovincial de création de la Región Norte Grande Argentino (Région Grand nord argentin), a été signé dans la ville de Salta, le 9 avril 1999, entre les provinces de Catamarca, Corrientes, Chaco, Formosa, Jujuy, Misiones, Tucumán, Salta et Santiago del Estero.
L'objet primordial de ce traité est la création de la Región Norte Grande et la concrétisation de l'intégration des provinces du Nord-Ouest Argentin (NOA) et du Nord-Est Argentin (NEA), afin d'atteindre dans la réalité un système effectif de consensus et d'action conjointe entre les états signataires.
Le Conseil Régional du Norte Grande est l'organisme suprême de gouvernement régional, composé de l'Assemblée des Gouverneurs, de la Junte Exécutive et du Comité Coordinateur. Ce dernier est constitué par un représentant du NOA et un autre du NEA, les deux étant de plus membres de la Junte Exécutive.
La Commission Exécutive Interministérielle d'Intégration Régionale coordonne le processus d'intégration à partir des directives des organes supérieurs déjà mentionnés.

## Aires naturelles protégées
La province de Formosa possède plusieurs aires protégées. Les principales sont : 
- La Réserve naturelle Formosa (dans le Département de Bermejo, c'est-à-dire dans le Chaco sec à l'ouest de la province)
- Le Parque Nacional Río Pilcomayo, avec ses caïmans et anacondas (Département de Pilcomayo).
- La Laguna Yema (Département de Bermejo)
- Le Bañado La Estrella (dans le département de Patiño au centre de la province, dans le Chaco semi-aride)
- L'Estancia Guaycolec, destinée à la protection de la faune locale et particulièrement des oiseaux (dans le Département de Formosa).

## La flore
La différence d'humidité détermine des différences dans la végétation. Près des rivières on observe des forêts-galeries, comprenant des espèces comme l'algarrobo (Prosopis nigra), le palo amarillo (Phyllostylon rhamnoides) et le palo santo (Bulnesia sarmientoi). Plus à l'ouest apparait la forêt typique du Chaco où poussent le quebracho colorado (Schinopsis lorentzii) et le quebracho blanco  (Aspidosperma quebracho-blanco), la morelle de Balbis (solanum sisymbriifolium ou espina colorada), le lapacho (Tabebuia impetiginosa), le guayaybí (patagonula americana), la guaraniná (brumelia obtusifolia) ou (Sideroxylon obtusifolium), le palo lanza (phyllostylon rhamnoides), l'espina corona (Gleditsia amorphoides), l'ibirá-pitá (Peltophorum dubium), l'urunday (Astronium balansae), le palo blanco (Calycophyllum multiflorum), le timbó colorado (Enterolobium contortisiliquum), ainsi que les palmiers Butia yatay et pindó (Syagrus romanzoffiana).
À la limite avec la province de Salta se trouve une région appelée El Impenetrable.
Dans cette vaste zone de plus ou moins 40 000 km2, on retrouve des arbustes de bois dur souvent épineux, de grandes cactacées ou cactus arborescents des genres  Opuntia et Cereus, très ramifiés et qui dépassent les 6 mètres de haut. On y trouve aussi des orchidées de diverses espèces. Quant aux arbres, on y trouve des quebrachos (Schinopsis) notamment le colorado santiagueño (Schinopsis lorentzii) et le quebracho blanco (Aspidosperma quebracho-blanco), l'itín (Prosopis kuntzei), l'algarrobo negro (Prosopis nigra) et d'autres espèces de Prosopis, le palo santo (Bulnesia sarmientoi), l'urunday (Astronium balansae), le guayacán (Caesalpinia paraguariensis), le palo borracho (Ceiba chodatii), l'aromo (Acacia caven), etc.
Dans la Réserve naturelle Formosa, c'est-à-dire dans le Chaco sec à l'ouest de la province) cette flore particulière est aussi très diversifiée. On y trouve d'intéressantes forêts de palo santo rescapée du grand saccage des deux derniers siècles (Bulnesia sarmientoi). Son bois est très apprécié en ébénisterie. Dans les sous-bois de ces formations, les cactacées abondent tels l'ucle (Cereus validus) et le cardón (Stetsonia coryne), qui constituent une des ressources alimentaires des plus importantes de l'etnie wichí. Les zones inondables, hébergent des bois de saule de Humboldt ou sauce criollo (Salix humboldtiana) et de palo bobo ou aliso de río (Tessaria integrifolia).

## La faune

### Mammifères
La province est habitée par des animaux tels le daguet rouge, le capybara, le pécari à collier (Pecari tajacu), ainsi que le pécari à lèvres blanches (Tayassu pecari) et le très rare pécari du Chaco (Catagonus wagneri), le loup à crinière (chrysocyon brachyurus), le puma concolor, le tapir, le fourmilier (très rare), le jaguarondi, le cerf des marais, le daguet gris (guazuviras) (Mazama gouazoubira) et le tamandua du Sud (Tamandua tetradactyla). Dans cette zone on trouve des singes du Nouveau Monde (comme le singe hurleur et le capucin), et des Paresseux à gorge brune (Bradypus variegatus), mais la destruction massive de leur habitat les a presque fait disparaître le siècle dernier.
On rencontre encore des chats de Geoffroy (Leopardus geoffroyi), diverses espèces de tatous dont le tatou géant (Priodontes maximus), des opossums, le renard d'Aszara (Lycalopex gymnocercus), le renard des Andes (Pseudalopex culpaeus), le pécari à lèvres blanches (Tayassu pecari), la viscache des plaines (Lagostomus maximus), le tapeti ou lapin du Brésil (Sylvilagus brasiliensis), le petit grison (Galictis cuja), des mouffettes ou zorrinos, le mara du Chaco (Dolichotis salinicola), le ragondin, le cobaye sauvage (Cavia aperea). Notons aussi la présence du tatou à sept bandes (Dasypus septemcinctus) et du tatou à neuf bandes (Dasypus novemcinctus).

### Oiseaux
Parmi les nombreuses espèces d'oiseaux, on trouve l'ortalide du Chaco ou charata (Ortalis canicollis), le râle ypécaha (Aramides ypecaha), le nandou et le cariama huppé (Cariama cristata).
Parmi les centaines d'espèces d'oiseaux que l'on remarque dans la province, il faut mentionner la petite Buse (Buteo platypterus), l'ibis vert ou tapicurú (Mesembrinibis cayennensis), la chouette à lunettes (Pulsatrix perspicillata), le grébifoulque d'Amérique ou ipequí (Heliornis fulica), le savacou huppé (Cochlearius cochlearius), le cassique huppé ou yapú (Psarocolius decumanus), et plusieurs espèces menacées, comme la moucherolle à queue large ou yetapá de collar (Alectrurus risora),, la pava de monte (Penelope obscura), le hocco à face nue ou muitu (Crax fasciolata) (qui représente la population la plus importantes de l'Argentine,,.
Les milieux aquatiques hébergent des cigognes, des grandes aigrettes, des spatules rosées et divers canards.

#### Oiseaux du Chaco humide
Dans les environs immédiats du río Paraguay, s'étend une vaste zone humide. Les précipitations y sont abondantes. Dans la zone protégée de type AICA, appelée Estancia Guaycolec et se trouvant à quelque 25 km au nord de la ville de Formosa, on trouve entre autres le Tinamou vermiculé (Crypturellus undulatus), le Dendrocygne à ventre noir (Dendrocygna autumnalis), le Macagua rieur (Herpetotheres cachinnans), le perroquet nanday (Aratinga nenday), le Cariama huppé (Cariama cristata), le Pic vert-doré (Piculus chrysochloros), le Pic à tête pâle (Celeus lugubris), le Synallaxe rouge (Phacellodomus ruber), le Grand Grimpar (Xiphocolaptes major), le Grimpar à bec rouge (Campylorhamphus trochilirostris), le Batara rayé (Thamnophilus doliatus), le Casiorne roux (Casiornis rufus), le Geai bleu-noir (Cyanocorax cyanomelas), le Donacobe à miroir (Donacobius atricapilla), la Sporophile à ventre blanc (Sporophila leucoptera), le Goglu des prés (Dolichonyx oryzivorus).
Dans le parc national Río Pilcomayo, situé dans l'angle nord-est de la province, un peu à l'ouest de la ville de Clorinda et sur le río Pilcomayo, à la frontière paraguayenne, on peut voir le fauconnet à ailes tachetées (Spiziapteryx circumcincta), le hocco à face nue (Crax fasciolata), l'engoulevent à faucilles (Eleothreptus anomalus), le pic lucifer (Dryocopus schulzi), le synallaxe des marais (Spartonoica maluroides), l'upucerthie du Chaco (Tarphonomus certhioides), le synallaxe à bec court (Asthenes baeri), l'annumbi alouette (Coryphistera alaudina), le grisin à dos rayé (Myrmorchilus strigilatus), la calandrite bergeronnette (Stigmatura budytoides), l'ada cendré (Knipolegus striaticeps), le chipiu à capuchon (Poospiza melanoleuca), la saltatricule du Chaco (Saltatricula multicolor).

#### Oiseaux du Chaco sec
Dans le Chaco sec, c'est-à-dire dans la partie occidentale de la province, on peut observer le fauconnet à ailes tachetées (Spiziapteryx circumcincta), l'upucerthie du Chaco (Tarphonomus certhioides), le synallaxe à bec court (Asthenes baeri), l'annumbi alouette (Coryphistera alaudina), le grisin à dos rayé (Myrmorchilus strigilatus), le tourco huppé (Rhinocrypta lanceolata), la calandrite bergeronnette (Stigmatura budytoides), l'ada cendré (Knipolegus striaticeps), le lophospingue à huppe noire (Lophospingus pusillus), le chipiu à capuchon (Poospiza melanoleuca), le chipiu sanglé (Poospiza torquata), le saltatricule du Chaco (Saltatricula multicolor), le dendrocygne à ventre noir (Dendrocygna autumnalis), l'élanion perle (Gampsonyx swainsonii), le macagua rieur (Herpetotheres cachinnans), le conure nanday (Nandayus nenday), le synallaxe rouge (Phacellodomus ruber), le grand Grimpar (Xiphocolaptes major), l'oriole à dos orange (Icterus croconotus), le goglu des prés (Dolichonyx oryzivorus).
Dans la Reserva natural Formosa, à l'extrême ouest de la province, l'avifaune inclut l'amazone à front bleu (Amazona aestiva), l'ortalide du Chaco (Ortalis canicollis), le pic des cactus (Melanerpes cactorum), le kamichi à collier (Chauna torquata), l'ada cendré (Knipolegus striaticeps), le grand Batara (Taraba major), le fournier huppé (Furnarius cristatus), le grand Grimpar (Xiphocolaptes major) et le piranga orangé (Piranga flava).
Toujours à l'extrême ouest de la province, on a observé en plus le pic vert-doré (Piculus chrysochloros), le Grimpar à bec rouge (Campylorhamphus trochilirostris), le batara rayé (Thamnophilus doliatus), le casiorne roux (Casiornis rufa) et le geai bleu-noir (Cyanocorax cyanomelas).

### Reptiles
Les reptiles sont aussi très nombreux. Parmi les ophidiens, on trouve la yarará grande (Bothrops alternatus), le très venimeux crotale cascabelle (Crotalus durissus), le serpent corail de l'espèce Micrurus pyrrhocryptus, l'anaconda jaune (Eunectes notaeus) réputé chez les gourmets locaux. Il y a également d'autres reptiles, comme le boa constrictor (boa constrictor occidentalis), ou des lézards comme le tégu noir et blanc, des iguanes, des tortues et des geckos.

### Amphibiens
Dans la province, on observe notamment la présence de la grenouille créole Leptodactylus latrans, du Physalaemus santafecinus, du Physalaemus biligonigerus, du Scinax fuscovarius, et aussi de divers autres Leptodactylus dont le Leptodactylus bufonius, le Leptodactylus chaquensis, le Leptodactylus gracilis, le Leptodactylus latrans, le  Leptodactylus mystacinus, le Leptodactylus fuscus, le Leptodactylus latinasus. On y trouve aussi les crapauds Rhinella schneideri, Rhinella arenarum et Rhinella fernandezae.

### Poissons
À la suite des longues périodes sans précipitations, bien des cours d'eau se retrouvent à sec. Certains poissons possèdent des adaptations qui leur permet de survivre dans ces conditions, comme le tamboatá ou cascarudo (Callichthys callichthys), et l'atipa ou tamuata (Hoplosternum littorale). Ils arrivent à absorber l'oxygène atmosphérique et de changer de mare ou de cours d'eau en impulsant leurs nageoires pectorales.
L'ichtyofaune de la province, et principalement celle des grandes rivières comme le río Paraguay, les ríos Pilcomayo et Bermejo est d'une grande richesse.
Les poissons les plus typiques sont le pacú (Piaractus mesopotamicus), le surubi ou (Pseudoplatystoma), le manguruyú (Paulicea huetkeni), le patí, le dorado (Salminus brasiliensis), le boga (Leporinus obtusidens), l'armado (Oxydoras kneri), le tararira (Hoplias malabaricus).
L'anguille créole du Paraná (ou Synbranchus marmoratus ou pirá mboí) est un poisson typique qui n'a rien à voir avec ses consœurs européennes ou nord-américaines.
Les poissons chats des genres Pimelodus et Rhamdia sont nombreux dans cours d'eau de la province, tous poissons de la famille des pimelodidae. Il y en a pas moins de 20 espèces. L'une d'entre elles, le Patí ou Luciopimelodus pati est fréquente. La majorité à l'exception notable du Patí, ont les nageoires dorsales et pectorales pourvues d'épines pointues et venimeuses. Leur chair est délicieuse.
Il en est de même pour deux autres espèces de poisson chat de très grande taille et très recherchés : le surubi tigré ou Pseudoplatystoma corruscans et le manguruyú ou zungaro zungaro. Tous deux sont renommés. Le manguruyú peut peser plus de 120 kilos. Avec l'Arapaima gigas de l'Amazonie, ils forment un couple de poissons géants des eaux douces d'Amérique du Sud. Un adulte peut atteindre une longueur de 1,7 mètre et atteindre un poids de plus de 100 kilogrammes. De très grande force, il est capable de renverser un bateau de pêcheur, s'il se sent attaqué.
Les raies de rivières appartiennent au genre Paratrygon ou Potamotrygon des dasyatidés. Il en existe 4 espèces. Elles sont pourvues d'épines toxiques sur le dos de la queue, qui provoquent dans les cas bénins des ulcères rebelles de la peau. On y trouve notamment le chucho de río (Potamotrygon motoro), dont Jeremy Wade, célèbre pêcheur vedette de la série River Monsters a témoigné - images à l'appui - de la dangerosité extrême et du gigantisme : pas moins de 135 cm et 115 kilos (pour un spécimen hors normes il est vrai). La queue de ce poisson, redoutable dard à multiples dents très pointues, est vénimeuse et a déjà tué des baigneurs malchanceux. Sa blessure cause des douleurs atroces, nécrose, gangrène puis arrêt cardiaque et mort. Le dard traversant une artère peut aussi causer des hémorragies fatales. Les riverains des cours d'eau en ont peur, et font tout pour l'éviter.
Nombreux sont aussi les piranhas ou pirañas, des espèces serrasalmus aureus et serrasalmus marginatus (appelés localement palometas). Autre espèce de piraña que l'on trouve : le Pygocentrus nattereri, dangereux et attaquant l'homme en période de saison sèche.

## Économie

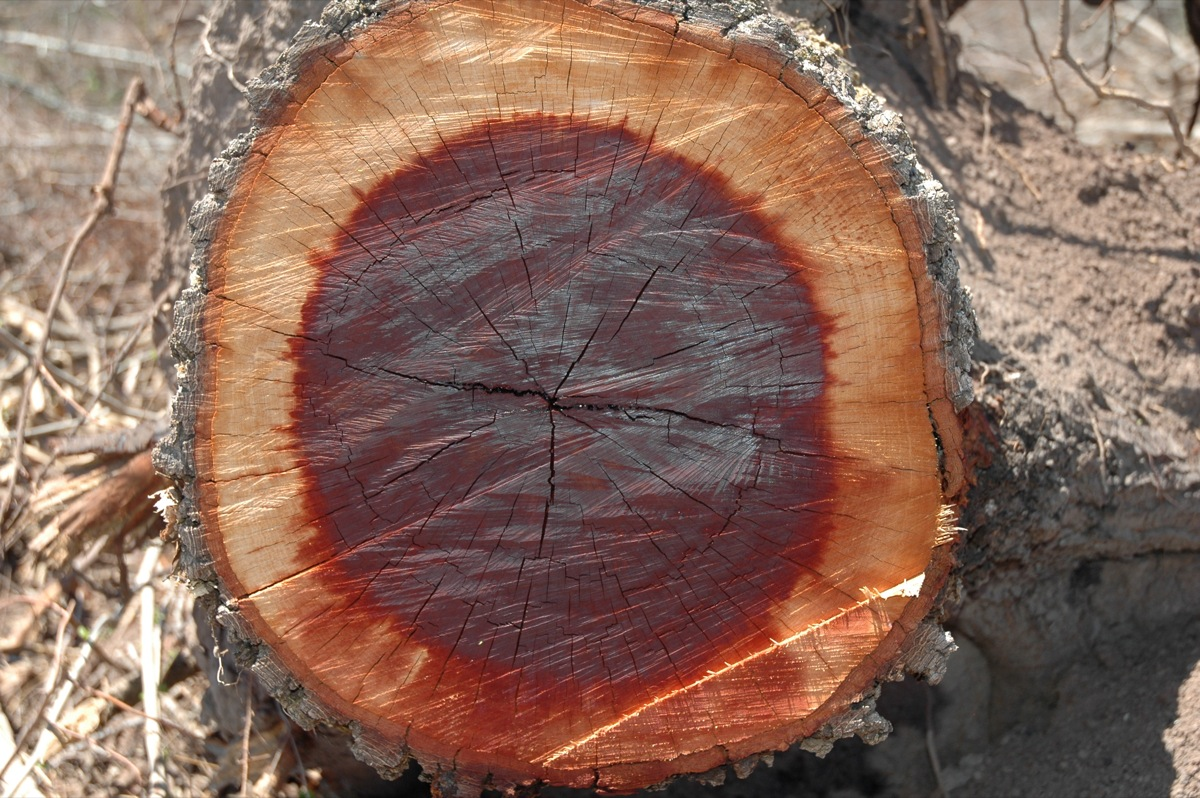
Coupe d'un tronc de Schinopsis balansae ou quebracho colorado chaqueño

Traditionnellement l'agriculture a un grand rôle dans cette province.
- Cultures: les principales sont le coton, le riz, les fruits (bananes, pamplemousses, melons) et légumes (courges, piments et tomates)
- Exploitation forestière: l'utilisation des bois a eu un grand développement depuis le début du XXe siècle. La production de tannin a été fort élevée. Actuellement on utilise les espèces natives (algarrobo). On exporte des meubles et des parties de meubles, du bois et du charbon végétal. Cette activité a baissé dans les années 1990.
- Élevage: représenté par plus d'un million de bovins, spécialement des croisements de races britanniques (Aberdeen Angus, Shorthorn et Heresford) et zébu (Brahman et Nelore). On élève aussi des caprins et des buffles.
- Mines: l'exploitation de pétrole a débuté en 1984 mais en quantité réduite.
- Industrie: à souligner la production de tanin, pour fabriquer des adhésifs, des additifs et des produits pour le traitement des peaux. Notons l'importance du secteur textile (coton, production de cuirs et de peaux).

## Tourisme
Il y a très peu de vieilles pierres dans la province, aussi mis à part le tourisme d'aventures, la province se centre sur le tourisme écologique, sportif (sports nautiques) et aussi gastronomique (les poissons).
- Un détour qu'il faut faire : le Parque Nacional Río Pilcomayo, avec une intéressante vie animale sylvestre et aquatique (y compris caïmans et anacondas).
- La Laguna Blanca, avec des caïmans (ou yacarés) et une grande richesse en oiseaux.
- L'Estancia Guaycolec (es), destinée à la protection de la faune locale et particulièrement des oiseaux.
- La Reserva natural Formosa (es). Située sur la rive nord du río Bermejo, la réserve fait partie de l'écorégion du Chaco sec, avec sa flore particulière et très diversifiée.

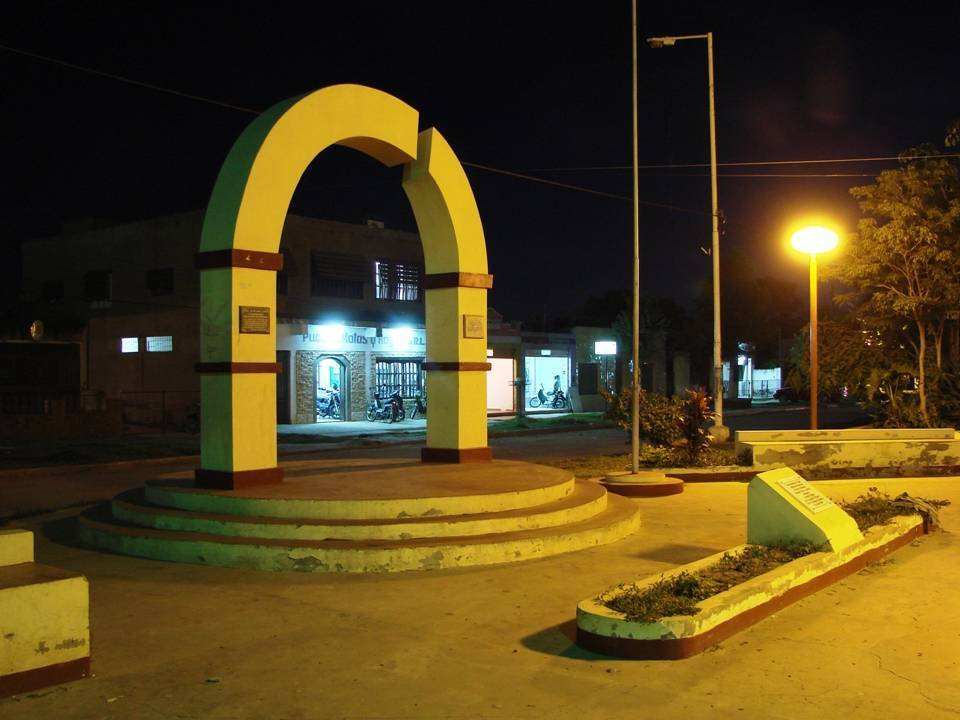
Monument au Sargent Samuel Víctor Guerrero sur une des places de la ville de Pirané.

- Pirané et sa région de Chaco humide. La zone, riche en étangs, ruisseaux, marais, possède une flore et une faune extrêmement riche.